# Sobór św. Mikołaja w Bielcach
Sobór św. Mikołaja (rum. Biserica Sfântul Nicolae) – cerkiew prawosławna w Bielcach, wzniesiona w 1795 z inicjatywy Georgija Panaite według projektu austriackiego architekta Antona Weissmanna na planie wydłużonego prostokąta, z zachowaniem klasycystycznej prostoty form i harmonii.

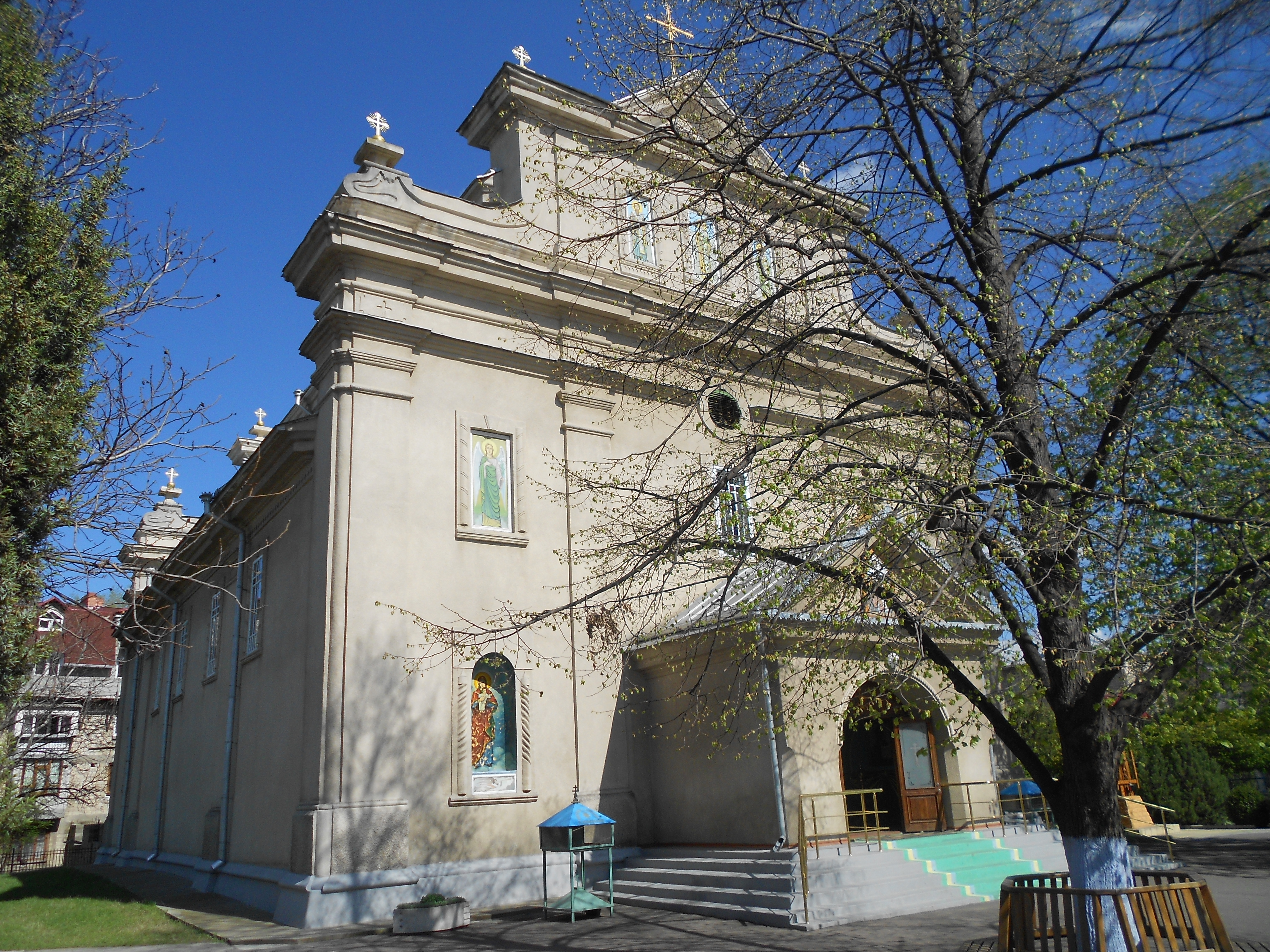
Widok ogólny soboru (2012)
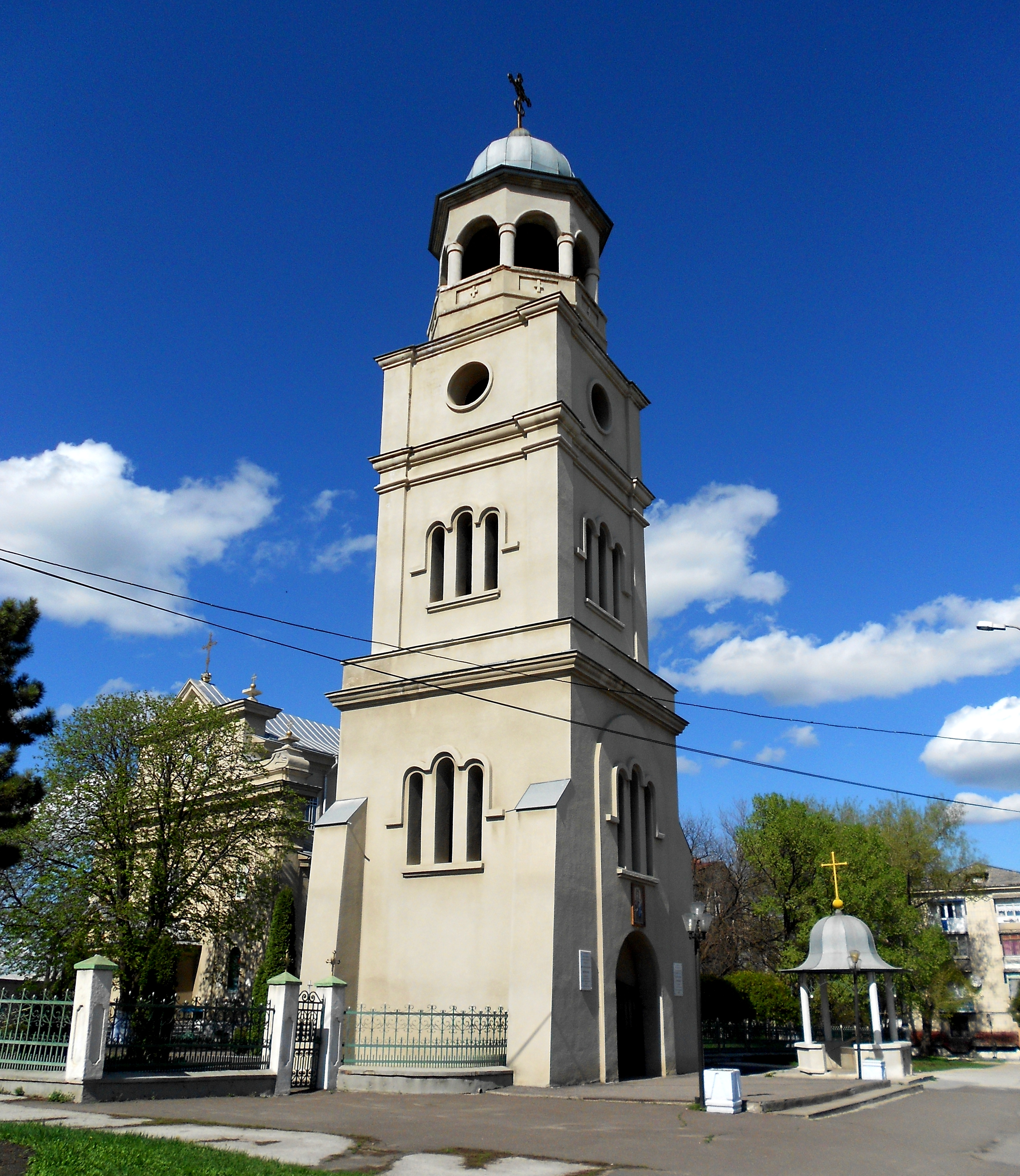
Dzwonnica (2012)